# Exhyalanthrax lloydi
Exhyalanthrax lloydi är en tvåvingeart som först beskrevs av Austen 1914.  Exhyalanthrax lloydi ingår i släktet Exhyalanthrax och familjen svävflugor. Inga underarter finns listade i Catalogue of Life.